# Llista d'asteroides/80801–80900
| Nom     | Designació provisional | Data de descobriment | Lloc de descobriment | Descobridor/s  |
| ------- | ---------------------- | -------------------- | -------------------- | -------------- |
| 80801 - | 2000 CP98              | 8 de febrer, 2000    | Kitt Peak            | Spacewatch     |
| 80802 - | 2000 CD99              | 8 de febrer, 2000    | Kitt Peak            | Spacewatch     |
| 80803 - | 2000 CX100             | 12 de febrer, 2000   | Kitt Peak            | Spacewatch     |
| 80804 - | 2000 CG102             | 2 de febrer, 2000    | Socorro              | LINEAR         |
| 80805 - | 2000 CU103             | 8 de febrer, 2000    | Socorro              | LINEAR         |
| 80806 - | 2000 CM105             | 6 de febrer, 2000    | Kitt Peak            | M. W. Buie     |
| 80807 - | 2000 CX112             | 7 de febrer, 2000    | Catalina             | CSS            |
| 80808 - | 2000 CU114             | 1 de febrer, 2000    | Catalina             | CSS            |
| 80809 - | 2000 CX114             | 1 de febrer, 2000    | Kitt Peak            | Spacewatch     |
| 80810 - | 2000 CC115             | 1 de febrer, 2000    | Catalina             | CSS            |
| 80811 - | 2000 CN116             | 3 de febrer, 2000    | Socorro              | LINEAR         |
| 80812 - | 2000 CY116             | 3 de febrer, 2000    | Socorro              | LINEAR         |
| 80813 - | 2000 CZ120             | 2 de febrer, 2000    | Socorro              | LINEAR         |
| 80814 - | 2000 CT121             | 3 de febrer, 2000    | Socorro              | LINEAR         |
| 80815 - | 2000 CD122             | 3 de febrer, 2000    | Socorro              | LINEAR         |
| 80816 - | 2000 CR122             | 3 de febrer, 2000    | Socorro              | LINEAR         |
| 80817 - | 2000 CK125             | 3 de febrer, 2000    | Socorro              | LINEAR         |
| 80818 - | 2000 CY125             | 3 de febrer, 2000    | Socorro              | LINEAR         |
| 80819 - | 2000 CH127             | 3 de febrer, 2000    | Socorro              | LINEAR         |
| 80820 - | 2000 CQ129             | 3 de febrer, 2000    | Kitt Peak            | Spacewatch     |
| 80821 - | 2000 CQ137             | 4 de febrer, 2000    | Kitt Peak            | Spacewatch     |
| 80822 - | 2000 CD140             | 4 de febrer, 2000    | Kitt Peak            | Spacewatch     |
| 80823 - | 2000 DP                | 23 de febrer, 2000   | Višnjan Observatory  | K. Korlević    |
| 80824 - | 2000 DX                | 24 de febrer, 2000   | Oizumi               | T. Kobayashi   |
| 80825 - | 2000 DZ                | 24 de febrer, 2000   | Oizumi               | T. Kobayashi   |
| 80826 - | 2000 DH1               | 26 de febrer, 2000   | Rock Finder          | W. K. Y. Yeung |
| 80827 - | 2000 DV1               | 26 de febrer, 2000   | Kitt Peak            | Spacewatch     |
| 80828 - | 2000 DF2               | 26 de febrer, 2000   | Kitt Peak            | Spacewatch     |
| 80829 - | 2000 DX2               | 27 de febrer, 2000   | Kitt Peak            | Spacewatch     |
| 80830 - | 2000 DS3               | 25 de febrer, 2000   | Socorro              | LINEAR         |
| 80831 - | 2000 DQ4               | 28 de febrer, 2000   | Socorro              | LINEAR         |
| 80832 - | 2000 DX4               | 28 de febrer, 2000   | Socorro              | LINEAR         |
| 80833 - | 2000 DR5               | 25 de febrer, 2000   | Socorro              | LINEAR         |
| 80834 - | 2000 DS5               | 25 de febrer, 2000   | Socorro              | LINEAR         |
| 80835 - | 2000 DK7               | 29 de febrer, 2000   | Oizumi               | T. Kobayashi   |
| 80836 - | 2000 DU7               | 28 de febrer, 2000   | Kitt Peak            | Spacewatch     |
| 80837 - | 2000 DV7               | 28 de febrer, 2000   | Kitt Peak            | Spacewatch     |
| 80838 - | 2000 DJ12              | 27 de febrer, 2000   | Kitt Peak            | Spacewatch     |
| 80839 - | 2000 DS12              | 27 de febrer, 2000   | Kitt Peak            | Spacewatch     |
| 80840 - | 2000 DT13              | 28 de febrer, 2000   | Kitt Peak            | Spacewatch     |
| 80841 - | 2000 DR14              | 25 de febrer, 2000   | Catalina             | CSS            |
| 80842 - | 2000 DW14              | 26 de febrer, 2000   | Catalina             | CSS            |
| 80843 - | 2000 DO17              | 29 de febrer, 2000   | Socorro              | LINEAR         |
| 80844 - | 2000 DK18              | 28 de febrer, 2000   | Socorro              | LINEAR         |
| 80845 - | 2000 DZ18              | 29 de febrer, 2000   | Socorro              | LINEAR         |
| 80846 - | 2000 DL19              | 29 de febrer, 2000   | Socorro              | LINEAR         |
| 80847 - | 2000 DX19              | 29 de febrer, 2000   | Socorro              | LINEAR         |
| 80848 - | 2000 DY19              | 29 de febrer, 2000   | Socorro              | LINEAR         |
| 80849 - | 2000 DM20              | 29 de febrer, 2000   | Socorro              | LINEAR         |
| 80850 - | 2000 DN20              | 29 de febrer, 2000   | Socorro              | LINEAR         |
| 80851 - | 2000 DX20              | 29 de febrer, 2000   | Socorro              | LINEAR         |
| 80852 - | 2000 DF21              | 29 de febrer, 2000   | Socorro              | LINEAR         |
| 80853 - | 2000 DK22              | 29 de febrer, 2000   | Socorro              | LINEAR         |
| 80854 - | 2000 DQ22              | 29 de febrer, 2000   | Socorro              | LINEAR         |
| 80855 - | 2000 DD23              | 29 de febrer, 2000   | Socorro              | LINEAR         |
| 80856 - | 2000 DF23              | 29 de febrer, 2000   | Socorro              | LINEAR         |
| 80857 - | 2000 DJ24              | 29 de febrer, 2000   | Socorro              | LINEAR         |
| 80858 - | 2000 DL24              | 29 de febrer, 2000   | Socorro              | LINEAR         |
| 80859 - | 2000 DD25              | 29 de febrer, 2000   | Socorro              | LINEAR         |
| 80860 - | 2000 DZ25              | 29 de febrer, 2000   | Socorro              | LINEAR         |
| 80861 - | 2000 DU26              | 29 de febrer, 2000   | Socorro              | LINEAR         |
| 80862 - | 2000 DV26              | 29 de febrer, 2000   | Socorro              | LINEAR         |
| 80863 - | 2000 DT27              | 29 de febrer, 2000   | Socorro              | LINEAR         |
| 80864 - | 2000 DZ27              | 29 de febrer, 2000   | Socorro              | LINEAR         |
| 80865 - | 2000 DH28              | 29 de febrer, 2000   | Socorro              | LINEAR         |
| 80866 - | 2000 DN28              | 29 de febrer, 2000   | Socorro              | LINEAR         |
| 80867 - | 2000 DO28              | 29 de febrer, 2000   | Socorro              | LINEAR         |
| 80868 - | 2000 DX28              | 29 de febrer, 2000   | Socorro              | LINEAR         |
| 80869 - | 2000 DA31              | 29 de febrer, 2000   | Socorro              | LINEAR         |
| 80870 - | 2000 DY31              | 29 de febrer, 2000   | Socorro              | LINEAR         |
| 80871 - | 2000 DM32              | 29 de febrer, 2000   | Socorro              | LINEAR         |
| 80872 - | 2000 DN33              | 29 de febrer, 2000   | Socorro              | LINEAR         |
| 80873 - | 2000 DS33              | 29 de febrer, 2000   | Socorro              | LINEAR         |
| 80874 - | 2000 DF35              | 29 de febrer, 2000   | Socorro              | LINEAR         |
| 80875 - | 2000 DU35              | 29 de febrer, 2000   | Socorro              | LINEAR         |
| 80876 - | 2000 DA37              | 29 de febrer, 2000   | Socorro              | LINEAR         |
| 80877 - | 2000 DR37              | 29 de febrer, 2000   | Socorro              | LINEAR         |
| 80878 - | 2000 DY37              | 29 de febrer, 2000   | Socorro              | LINEAR         |
| 80879 - | 2000 DB39              | 29 de febrer, 2000   | Socorro              | LINEAR         |
| 80880 - | 2000 DT39              | 29 de febrer, 2000   | Socorro              | LINEAR         |
| 80881 - | 2000 DV40              | 29 de febrer, 2000   | Socorro              | LINEAR         |
| 80882 - | 2000 DX40              | 29 de febrer, 2000   | Socorro              | LINEAR         |
| 80883 - | 2000 DY40              | 29 de febrer, 2000   | Socorro              | LINEAR         |
| 80884 - | 2000 DC42              | 29 de febrer, 2000   | Socorro              | LINEAR         |
| 80885 - | 2000 DJ42              | 29 de febrer, 2000   | Socorro              | LINEAR         |
| 80886 - | 2000 DO42              | 29 de febrer, 2000   | Socorro              | LINEAR         |
| 80887 - | 2000 DQ42              | 29 de febrer, 2000   | Socorro              | LINEAR         |
| 80888 - | 2000 DT42              | 29 de febrer, 2000   | Socorro              | LINEAR         |
| 80889 - | 2000 DM43              | 29 de febrer, 2000   | Socorro              | LINEAR         |
| 80890 - | 2000 DY45              | 29 de febrer, 2000   | Socorro              | LINEAR         |
| 80891 - | 2000 DP48              | 29 de febrer, 2000   | Socorro              | LINEAR         |
| 80892 - | 2000 DO50              | 29 de febrer, 2000   | Socorro              | LINEAR         |
| 80893 - | 2000 DL51              | 29 de febrer, 2000   | Socorro              | LINEAR         |
| 80894 - | 2000 DK52              | 29 de febrer, 2000   | Socorro              | LINEAR         |
| 80895 - | 2000 DM52              | 29 de febrer, 2000   | Socorro              | LINEAR         |
| 80896 - | 2000 DF53              | 29 de febrer, 2000   | Socorro              | LINEAR         |
| 80897 - | 2000 DV53              | 29 de febrer, 2000   | Socorro              | LINEAR         |
| 80898 - | 2000 DA54              | 29 de febrer, 2000   | Socorro              | LINEAR         |
| 80899 - | 2000 DO54              | 29 de febrer, 2000   | Socorro              | LINEAR         |
| 80900 - | 2000 DQ54              | 29 de febrer, 2000   | Socorro              | LINEAR         |